# 블라디미르 보로닌
블라디미르 니콜라에 보로닌(루마니아어: Vladimir Nicolae Voronin, 러시아어: Влади́мир Никола́евич Воро́нин 블라디미르 니콜라예비치 보로닌[*], 문화어: 울라지미르 워로닌, 1941년 5월 25일 ~ )은 몰도바의 정치인이다. 2001년부터 2009년까지 몰도바의 대통령을 역임했으며, 1994년부터 몰도바 공산당을 이끌고 있다. 그는 동구권의 해체 이후로 유럽에서 민주적으로 당선된 첫 공산당 국가 원수이다.
보로닌은 몰도바 소비에트 사회주의 공화국 시절인 1941년에 태어났다. 그의 이름은 러시아식이지만, 핏줄은 루마니아인이다. 그의 할아버지 이름은 이시도르 스르부(루마니아어: Isidor Sârbu)이며, 어머니의 이름은 펠라게이아 부제니처(루마니아어: Pelagheia Bujeniţă)이다.

## 일생
1961년 키시너우에 있는 기술계 고등학교를 졸업했으며 제빵사로서 활동하였다. 1971년 소련 식품·공업대를 졸업하였다. 같은 해 공산당에 입당하여 본격적인 공산주의 활동을 시작하였다. 1983년 소련 공산당 중앙위원회의 사회·과학 아카데미 학과를 졸업한 후, 공산당 중앙위원회 조직부 부장으로서 활동하였다. 1985년 벤데르 시의 공산당 제1서기가 되었고, 1989년 몰도바의 총리직을 역임하였다.
1991년 소련 내무부 아카데미를 졸업하였다. 같은 해 주소련베트남 대사관의 대사로 임명되었으나, 쿠데타로 인해 실패하였다.

## 대통령
1994년 공산당 제1서기로 임명되었다. 1998년 3월 몰도바 국회의원 선거에 출마하였고, 이를 통해 공산당은 의회 의석의 4%를 차지했다.
보로닌은 공산당의 대표가 되었고 2000년 7월 '대통령을 의회에서 선출한다'는 목적으로 헌법을 개정했다. 2001년 페트루 루친스치가 의회를 해산하였다. 2월 25일의 선거에서 당선, 4월 7일 취임하였다.
보로닌이 이끄는 공산당은 몰도바 내의 러시아와 관련있는 러시아 벨라루스 연맹국 창설 조약 등을 당초 주장하였으나, 실제로는 서구와 더 친하게 지내려는 외교 정책을 펼쳤다. 거기에다 장미 혁명, 오렌지 혁명 이후 서방 세계와 더 밀접한 관계를 맺었기 때문에, 러시아와의 관계는 급속도로 냉각되었다.
몰도바 정부는 트란스니스트리아와 관련하여 루마니아어 교육을 금지하였지만, 러시아 측의 반발로 실패하였다.

## 퇴진 시위
2009년 4월 5일의 총선에서 공산당은 여전히 제1당을 유지하고 있었다. 하지만 공산당의 지속적인 집권으로 인해 보로닌의 퇴진을 요구하는 시위가 일어났다. 급기야 이틀 후에는 시위대가 대통령궁을 침략하는 일까지 일어났다. 전의 혁명 때는 이런 일이 있어도 금방 끝났지만, 이번 시위는 그렇지 않았다.
몰도바 헌법에 따르면, 대통령은 3회 이상 연임하는 것을 금지하고 있다. 그런데도 공산당이 제1당을 유지하고, 새 대통령이 뽑히지 않았기 때문에 그 권한을 계속 맡아왔다. 그러나 반발은 더욱 더 심해졌다.
결국 같은 해 9월 11일 미하이 김푸에게 권한을 넘기고 자진 사퇴했다.

## 역대 선거 결과
| 선거명      | 직책명          | 대수 | 정당                 | 득표율 | 득표수    | 결과 | 당락 |
| ----------- | --------------- | ---- | -------------------- | ------ | --------- | ---- | ---- |
| 1996년 선거 | 몰도바의 대통령 | 3대  | 몰도바 공화국 공산당 | 10.23% | 159,393표 | 3위  | 낙선 |
| 2001년 선거 | 몰도바의 대통령 | 4대  | 몰도바 공화국 공산당 | 79.78% | 71표      | 1위  |      |
| 2005년 선거 | 몰도바의 대통령 | 4대  | 몰도바 공화국 공산당 | 98.68% | 75표      | 1위  |      |